# Musca illingworthi
Musca illingworthi är en tvåvingeart som beskrevs av William Hampton Patton 1923. Musca illingworthi ingår i släktet Musca och familjen husflugor. Inga underarter finns listade i Catalogue of Life.